# I. e. 48
Évszázadok: i. e. 2. század – i. e. 1. század – 1. század
Évtizedek: i. e. 90-es évek – i. e. 80-as évek – i. e. 70-es évek – i. e. 60-as évek – i. e. 50-es évek – i. e. 40-es évek – i. e. 30-as évek – i. e. 20-as évek – i. e. 10-es évek – i. e. 1-es évek – 1-es évek
Évek: i. e. 53 – i. e. 52 – i. e. 51 – i. e. 50 –  i. e. 49 – i. e. 48 – i. e. 47 – i. e. 46 – i. e. 45 –  i. e. 44 – i. e. 43

## Események

### Róma
- Caius Iulius Caesart (másodszor) és Publius Servilius Vatia Isauricust választják consulnak.
- A polgárháborúban Caesar Pompeius ellen vonul. Kikerülve ellenfele fölényben lévő flottáját, hét légióval átkel az Adrián és január 4-én partra száll Epirusban, majd megszállja Oricumot és Apolloniát. Ezt követően azonban Pompeius flottája lezárja a tengeri utánpótlási vonalakat, csak március végén sikerül Marcus Antoniusnak csatlakoznia hozzá négy légióval.
- Áprilisban Caesar ostrom alá veszi Dyrrachiumot, mire Pompeius is odasiet. Megerődített táborukból ostromművekkel próbálják a másikat rosszabb helyzetbe hozni. Caesar alig kap utánpótlást, míg Pompeiusnak rendelkezésére áll a kikötő. Július 10-én egy összecsapás után Pompeius kerül fölénybe, mire Caesar sietősen elhagyja a táborát és Thesszáliába vonul. Pompeius egy idő után feladja a kilátástalan üldözést.
- A mintegy másfélszeres túlerőben lévő Pompeius Thesszáliában utoléri Caesart. A szenátorok sürgetésére csatát vállal, de augusztus 9-én a pharsalusi ütközetben katasztrofális vereséget szenved. Pompeius Cipruson keresztül Egyiptomba (ahonnan az előző évben némi katonai segítséget kapott) menekül.
- December: II. Pharnakész boszporoszi király a római polgárháborút kihasználva visszaköveteli apja, VI. Mithridatész birodalmának egy részét. Megszállja Kis-Ázsia északi felét és a nicopolisi csatában súlyos vereséget mér Cnaeus Domitius Calvinusra.

### Egyiptom
- VII. Kleopátra és öccse, XIII. Ptolemaiosz viszálya fegyveres összecsapásokká fajul Alexandriában. Kleopátra kénytelen előbb Thébába, majd a római Syriába menekülni, hogy összeszedje erőit.
- Amikor Pompeius segítséget kér XIII. Ptolemaiosztól, a gyerekkorú királyt tanácsadói meggyőzik, hogy ne bonyolódjon bele a római polgárháborúba, hanem kötelezze le Caesart. Szeptember 28-án Pompeiust hajójáról partra szállás közben a csónakban meggyilkolják.
- Október 2-án Caesar megérkezik Alexandriába. Átadják neki Pompeius levágott fejét, amit undorodva és felháborodva fogad.
- Kleopátrát titokban becsempészik Caesar szállására és elcsábítja a római fővezért. Caesar ezt követően felszólítja a királyi testvérpárt, hogy apjuk végakaratának megfelelően egyezzenek ki egymással és együtt uralkodjanak. A fölényben lévő Ptolemaiosz csak látszólag fogadja el a döntést. Tanácsadói, Potheinasz eunuch és Akhillasz fővezér megpróbálja meggyilkolni Caesart, de a merénylet nem sikerül, Potheinaszt Caesar testőrei megölik. Akhillasz 20 ezer katonájával körbeveszi és részben elfoglalja Alexandriát. Caesar a királyi palotában sáncolja el magát. Amikor a kikötő elfoglalásával el akarják vágni a tengertől, felgyújtja az ottani hajókat. A tűz átterjed a városra és az alexandriai könyvtár nagy része leég.

### Kína
- Január 10. – meghal Hszüan, a Han-dinasztia tizedik császára. Utóda fia, aki a Jüan uralkodói nevet veszi fel.

## Születések
- Lucius Calpurnius Piso Caesonius, római politikus

## Halálozások
- Cnaeus Pompeius Magnus, római hadvezér és államférfi
- Han Hszüan-ti, kínai császár

## Fordítás
- Ez a szócikk részben vagy egészben  a(z)   48 BC című angol Wikipédia-szócikk ezen változatának fordításán alapul.  Az eredeti cikk szerkesztőit annak laptörténete sorolja fel. Ez a jelzés csupán a megfogalmazás eredetét és a szerzői jogokat jelzi, nem szolgál a cikkben szereplő információk forrásmegjelöléseként.